# Еміль Корнвіг
Еміль Нествед Корнвіг (нім. Emil Nestved Kornvig, нар. 28 квітня 2000, Копенгаген, Данія) — данський футболіст, півзахисник норвезького клубу «Бранн».

## Ігрова кар'єра

### Клубна
Після деякого часу перебування в клубній академії «Копенгагена», у 2016 році Еміль Корнвіг приєднався до молодіжної команди клубу «Люнгбю». У 2020 році півзахисник був переведений до першої команди. А в січні 2021 року він підписав з клубом новий контракт до літа 2024 року. В тому ж сезоні «Люнгбю» вилетів з Вищого дивізіону. 
Влітку 2021 року Корнвіг перейшов до італійського клубу «Спеція» але сезон 2021/22 він провів в Данії, на правах оренди граючи в клубі «Сеннер'юск». Після закінчення оренди футболіст повернувся до «Спеції» але так і не зміг пробитися до основи команди і наступний сезон також провів, граючи в оренді в клубі Серії В — «Козенца».
У серпні 2023 року Корнвіг на постійній основі приєднався до іншого клубу Серії В — «Читтаделла». В Італії півзахисник грав до зими 2024 року, коли повернувся до Скандинавії, приєднавшись до норвезького «Бранна». 1 квітня у поєдинку проти «Тромсе» Корнвіг дебютував у норвезькому чемпіонаті. Також у серпні 2024 року у складі «Бранна» Корнвіг брав участь у матчах кваліфікаційного раунду Ліги конференцій.

### Збірна
Еміль Корнвіг провів кілька матчів за юнацькі збірні Данії.